# Paraprobatius
Paraprobatius is een kevergeslacht uit de familie van de boktorren (Cerambycidae). De wetenschappelijke naam van het geslacht werd voor het eerst geldig gepubliceerd in 1955 door Breuning.

## Soorten
Paraprobatius is monotypisch en omvat slechts de volgende soort:
- Paraprobatius bucki (Breuning, 1955)